# Стоячий такелаж
Стоя́чий такела́ж (от нидерл. takelage, от takel — «оснастка») — совокупность судовых снастей, служащая для раскрепления неподвижных элементов рангоута и передачи тяги парусов корпусу судна. Будучи раз заведённым стоячий такелаж всегда остаётся неподвижным. К стоячему такелажу относят: ванты, фордуны, штаги, бакштаги, перты, а также кливер и бом-кливер леера.
Ванты удерживают мачты и стеньги в поперечных направлениях и отчасти сзади, фордуны — сзади и отчасти с боков, штаги — спереди. К прочностной надёжности и долговечности стоячего такелажа предъявляют высокие требования. Наиболее массивные снасти стоячего такелажа (ванты нижней мачты) изготовляют из стальных тросов диаметром до 50 миллиметров, накладывают попарно на оба борта в обхват топа мачты, проводят вниз к вант-путенсам, где обтягивают талрепами. Кроме того, одинарные ванты (топ-ванты) на каждый борт заводят в специальные обухи на топе мачты. Например, на 4-мачтовом барке нижняя мачта удерживается шестью парами вант и четырьмя одинарными топ-вантами. Комли вант заводят в вилки талрепов, заламывают в сторону кормы и крепят бензелями из мягкой проволоки. Для предохранения вант от раскручивания у талрепов закладывают ворст — специальный стопор из прутковой или полосовой стали, который крепят у комлей вант. Талрепы также фиксируют стальными стержнями.
Фордуны и штаги (как парные, так и одиночные) изготовляют также из толстых тросов и крепят аналогично вантам.
Все ванты и топ-ванты полностью, а фордуны и штаги в местах касания к парусам клетнюют и тируют такелажным тиром для защиты от сырости. Остальные тросы стоячего такелажа иногда покрывают в декоративных целях водостойкими белилами.
К стоячему такелажу относят также и перты — растительные или стальные тросы на реях, на которые становятся матросы во время работы с парусами на реях. Обычно один конец перта крепят к ноку рея, другой — к середине рея за мачтой. Перты поддерживают подпертками — обнесёнными вокруг рея короткими стропами.

## Расположение снастей стоячего такелажа
| 1. ватер-штаги                 | 22. ватер-бакштаги               |
| 2. мартин-штаг                 | 23. утлегарь-бакштаги            |
| 3. мартин-штаг от бом-утлегаря | 24. бом-утлегарь-бакштаги        |
| 4. фока-штаг                   | 25. фок-ванты                    |
| 5. фок-лось-штаг               | 26. фор-стень-ванты              |
| 6. фор-лось-стень-штаг         | 27. фор-брам-стень-ванты         |
| 7. фор-стень-штаг              | 28. фор-стень-фордуны            |
| 8. кливер-леер                 | 29. фор-брам-стень-фордуны       |
| 9. фор-брам-стень-штаг         | 30. фор-бом-брам-стень-фордуны   |
| 10. бом-кливер-леер            | 31. грот-ванты                   |
| 11. фор-бом-брам-стень-штаг    | 32. грот-стень-ванты             |
| 12. грота-штаг                 | 33. грот-брам-стень-ванты        |
| 13. грот-лось-штаг             | 34. грот-стень-фордуны           |
| 14. грот-лось-стень-штаг       | 35. грот-брам-стень-фордуны      |
| 15. грот-стень-штаг            | 36. грот-бом-брам-стень-фордуны  |
| 16. грот-брам-стень-штаг       | 37. бизань-ванты                 |
| 17. грот-бом-брам-стень-штаг   | 38. крюйс-стень-ванты            |
| 18. бизань-штаг                | 39. крюйс-брам-стень-ванты       |
| 19. крюйс-стень-штаг           | 40. крюйс-стень-фордуны          |
| 20. крюйс-брам-стень-штаг      | 41. крюйс-брам-стень-фордуны     |
| 21. крюйс-бом-брам-стень-штаг  | 42. крюйс-бом-брам-стень-фордуны |